# Nyctobia viridata
Nyctobia viridata là một loài bướm đêm trong họ Geometridae.